# Gianny De Leu
Gianny De Leu, né le 16 mars 2002, est un pratiquant de muay-thaï belge.

## Biographie
Gianny De Leu pratique le muay-thaï  depuis l'âge de 10 ans. Il remporte la médaille d'or dans la catégorie des moins de 60 kg aux Jeux européens de 2023.